# National Rugby League 1976
La New South Wales Rugby Football League de 1976 fue la 69.ª edición del torneo de rugby league más importante de Australia.

## Formato
Los clubes se enfrentaron en una fase regular de todos contra todos, los cinco equipos mejor ubicados al terminar esta fase clasificaron a la postemporada.
Se otorgaron 2 puntos por el triunfo, 1 por el empate y ninguno por la derrota.

## Desarrollo

### Tabla de posiciones
| Pos. | Equipo                        | Encuentros | Encuentros | Encuentros | Encuentros | Tantos | Tantos | Tantos | Puntos |
| Pos. | Equipo                        | PJ         | PG         | PE         | PP         | F      | C      | Dif    | Puntos |
| ---- | ----------------------------- | ---------- | ---------- | ---------- | ---------- | ------ | ------ | ------ | ------ |
| 1    | Manly-Warringah Sea Eagles    | 22         | 16         | 0          | 6          | 499    | 252    | +247   | 32     |
| 2    | Parramatta Eels               | 22         | 14         | 2          | 6          | 347    | 238    | +109   | 30     |
| 3    | St. George Dragons            | 22         | 14         | 0          | 8          | 328    | 298    | +30    | 28     |
| 4    | Eastern Suburbs               | 22         | 13         | 1          | 8          | 399    | 250    | +149   | 27     |
| 5    | Canterbury-Bankstown Bulldogs | 22         | 12         | 3          | 7          | 361    | 337    | +24    | 27     |
| 6    | Balmain Tigers                | 22         | 12         | 1          | 9          | 318    | 287    | +31    | 25     |
| 7    | Western Suburbs Magpies       | 22         | 11         | 2          | 9          | 379    | 313    | +66    | 24     |
| 8    | Cronulla-Sutherland Sharks    | 22         | 9          | 1          | 12         | 378    | 393    | -15    | 19     |
| 9    | Penrith Panthers              | 22         | 8          | 1          | 13         | 352    | 333    | +19    | 17     |
| 10   | South Sydney Rabbitohs        | 22         | 8          | 0          | 14         | 297    | 421    | -124   | 16     |
| 11   | North Sydney Bears            | 22         | 6          | 1          | 15         | 272    | 526    | -254   | 13     |
| 12   | Newtown Jets                  | 22         | 3          | 0          | 19         | 264    | 546    | -282   | 6      |

|  | Postemporada. |

### Postemporada

#### Finales clasificatorias
| 28 de agosto | Parramatta Eels | 31 - 6 | St. George Dragons |  |  |

| 29 de agosto | Eastern Suburbs | 13 - 22 | Canterbury-Bankstown Bulldogs |  |  |

#### Semifinales
| 4 de septiembre | Manly-Warringah Sea Eagles | 17 - 13 | Parramatta Eels |  |  |

| 9 de septiembre | St. George Dragons | 9 - 25 | Canterbury-Bankstown Bulldogs |  |  |

#### Final preliminar
| 11 de septiembre | Manly-Warringah Sea Eagles | 15 - 12 | Canterbury-Bankstown Bulldogs |  |  |

#### Final
| 18 de septiembre | Parramatta Eels | 10 - 13 | Manly-Warringah Sea Eagles | Sydney Cricket Ground, Sídney   |  |
|                  |                 |         |                            | Asistencia: 57.343 espectadores |  |

| Bandera de Australia               |
| Campeón Manly-Warringah Sea Eagles |
| Tercer título                      |